# Alex Thijssen
Alex Thijssen is een personage uit de Vlaamse soapserie Wittekerke dat werd gespeeld door Peter Van Asbroeck. Hij was te zien in seizoen 3 en 4, van 1995 tot 1997.

## Personage
Seizoen 3:
- Alex is de zoon van Meneer Thijssen, hij moet Greet opvolgen als het hoofd van de Duingalm. Hij moet daar samenwerken met Tanja, in het begin wil het niet zo vlotten tussen de twee. Na een tijdje verloopt de samenwerking tussen Alex en Tanja steeds beter, ze worden zelfs verliefd op elkaar. Hun relatie lijkt echter kapot te gaan wanneer Tina aanklopt bij de Duingalm om te zeggen dat ze is aangerand op het werk door Chris Deleu. Tanja gelooft haar niet omdat ze denkt dat Chris zoiets nooit zou doen. Alex is echter heel enthousiast en hij schrijft het artikel zelf en stuurt het door naar de redactie. Tanja dreigt echter ontslag te nemen als het artikel wordt gepubliceerd. Alex geeft haar een kans om het onschuld van Chris te bewijzen en dit lukt. Alex is blij dat Tanja het heeft uitgevogeld anders had een dikke leugen in Duingalm gestaan, de relatie tussen de twee verbetert weer wat. Ze besluiten er samen tussenuit te trekken en ze maken een boottocht. Eenmaal thuis is Meneer Thijssen niet blij met deze boottocht, hij wil dat de relatie tussen Alex en Tanja strikt zakelijk blijft. Hij dreigt er zelfs mee Alex te ontslaan. Ze gaan echter toch als koppel naar het trouwfeest van Marcel en Naomi en Alex publiceert een foto van hem en Tanja in de Duingalm. Ze worden bij meneer Thijssen geroepen en het mondt uit in een ruzie. Alex stapt het af en hij vertrekt, nadat hij afscheid heeft genomen van Tanja met zijn boot.

- Na de dood van Chris, Naomi en Stef zit Tanja in een moeilijke fase, dan is daar ineens Alex. Hij zal echter niet lang kunnen blijven want hij gaat meedoen aan een zeilrace. Alex vraagt of Tanja met hem mee wil doen aan de zeilwedstrijd en ze besluit mee te doen. Al snel raakt hun boot vermist. Ondertussen duikt de zus van Alex Camilla op in Wittekerke. Tanja wordt al snel teruggevonden van Alex is echter geen enkel spoor. Wanneer de zoekactie wordt stopgezet is Tanja wanhopig ze denkt dat Alex dood is. Katrien komt er echter achter dat Alex nog leeft en ze vertelt dit aan Tanja. Camilla wil echter niet dat de twee nog contact met elkaar hebben en probeert allerlei trucs om Tanja en Alex uit elkaar te trekken. Ze komen echter toch weer terug bij elkaar tot ergernis van Camilla. Alex neemt Tanja mee naar het verjaardagsfeestje van meneer Thijssen en er ontstaat een ruzie, meneer Thijssen krijgt een hartaanval en sterft. Camilla neemt zijn zaken over en erft alles aangezien Alex stond opgegeven als vermist toen meneer Thijssen zijn zijn testament liet veranderen. Camilla doekt de Duingalm op en neemt Kust-TV over, Alex komt bij haar werken. Katrien is jaloers geworden op de relatie van Alex en Tanja en ze wordt verliefd op hem. Tanja is boos op Katrien en ze krijgen ruzie. Wanneer Alex Katrien afwijst besluit ze terug te gaan naar haar moeder in Engeland. Ze legt wel nog eerst de ruzie met Tanja bij. Wanneer Camilla een etentje regelt voor Tanja en Alex is daar ook Els bij, een ex-vriendin van Alex. Tanja wordt jaloers en ze verbreken ze hun relatie. Alex gaat terug op zijn boot wonen en Tanja neemt ontslag bij Kust-TV, ze gaat weer werken in de Schorre.

Seizoen 4:
- De relatie tussen Alex en Tanja is weer wat beter geworden. Alex woont weer bij Tanja thuis. Alex heeft een hogere functie gekregen bij Kust-TV en hij vraagt Tanja of ze weer terug wil komen, ze stemt toe en Alex wordt haar baas. Wanneer hij echter op zoek gaat naar een secretaresse wordt Tanja jaloers en wanneer dan ook Els een baan bij Kust-TV krijgt is de maat voor haar vol. Tanja neemt ontslag en ze verlaat Wittekerke. Ondertussen heeft Camilla een secretaresse voor Alex gevonden: Ina. Alex wil ook dat Camilla Els aan de deur zet, ze wil dit wel doen maar dan moet Alex Bart weer terugnemen. Dit doet hij en Els wordt ontslagen. Tussen Alex en Ina lijkt het wel te klikken, de relatie tussen de twee gaat zo goed dat ze elkaar verloven. Heel Wittekerke helpt mee met de voorbereiding van het huwelijk. Dan duikt Steyn op, een oud vriendje van Ina. Terwijl Alex en alle gasten in de kerk wachten duikt Ina niet op, iedereen denkt dat ze niet meer gaat komen tot Steyn plots met zijn motor de kerk in komt gereden met Ina achterop. Als een tijdje later Dimitri opduikt gaat Camilla zich vreemd gedragen, ze gaat drinken en verwaarloost haar werk. wanneer Bea, de vriendin van Dimitri plots is verdwenen gaan Wim en Alex op onderzoek uit. Alex gaat de moeder van Dimitri opzoeken die in een tehuis woont, ze vertelt hem dat Dimitri slecht is en ze sterft even later. Alex is er meer en meer van overtuigd dat Dimitri een moordenaar is en hij bijt zich helemaal vast in de zaak. Ina zegt dat hij goed moet oppassen, hij deinst echter nergens meer voor terug en hij gaat zelfs rondsnuffelen in de garage van Dimitri. Hier vindt hij de wagen van Bea. Dan komt Dimitri echter thuis en hij slaat Alex neer, hij laat Alex achter in de auto van Bea maar Alex leeft nog en hij probeert te ontsnappen. Dimitri vindt Alex en hij begraaft hem in de duinen.

## Vertrek
- Alex weet zich te bevrijden uit het zand en hij strompelt naar de weg. Hij wordt gevonden door strandjutter Phil die losgeld voor hem wil eisen. Ina en Wim gaan op zoek naar Alex en ze komen hem op het spoor, wanneer Alex hen hoort roept hij om hulp. Phil wil hem doen zwijgen door een kussen op zijn hoofd te houden, wanneer hij het kussen wegneemt blijkt Alex gestikt te zijn. Phil dumpt het lijk in de duinen.

## Familie
- Ina Van Paesen (vrouw)
- Camilla Thijssen (zus)
- Meneer Thijssen (vader)
- Rik Thijssen (oom)